# Gözde
Gözde var en osmansk titel som användes för gemåler (konkubiner eller hustrur) till det Osmanska rikets sultaner.
Det var i allmänhet den lägsta hierarkin för sultanens gemåler, som var slavkonkubiner (cariye). Gözde stod lägre än ikbal, som i sin tur stod lägre än Kadın.